# Кошка (Грузия)
Кошка (груз. კარბი) — село в Грузии, на территории Горийского муниципалитета края (мхаре) Шида-Картли.

## География
Село находится в центральной части Грузии, к востоку от реки Малая Лиахви, на расстоянии приблизительно 22 километров (по прямой) к северу от города Гори, административного центра муниципалитета. Абсолютная высота — 919 метров над уровнем моря.

## Население
По результатам официальной переписи населения 2014 года в Кошке проживало 242 человека (131 мужчина и 111 женщин). В национальной структуре населения грузины составляли 99,6 %.
| Год  | Население, человек |
| ---- | ------------------ |
| 2002 | 305                |
| 2014 | ↘ 242              |